# Christian Julius Wilhelm Schiede
Christian Julius Wilhelm Schiede (* 3. Februar 1798 in Kassel; † Dezember 1836 in Mexiko) war ein deutscher Arzt, Botaniker und Buchautor. Sein offizielles botanisches Autorenkürzel lautet „Schiede“.

## Leben und Wirken
Schiede studierte an den Universitäten Berlin und Göttingen Naturwissenschaften und Medizin. In Göttingen wurde er 1825 promoviert. Anschließend praktizierte er in Kassel.
Schiede reiste erstmals 1826 zusammen mit dem Berliner Gärtner Ferdinand Deppe nach Mexiko. Die beiden reisten wiederholt 1828 nach Mexiko. Nachdem sie sich ab Juli 1828 in Jalapa aufhielten, erforschten sie den Bundesstaat Veracruz. Schiede führte viele mexikanische Pflanzenarten nach Europa ein. Schiede und Deppe handelten auch mit Naturfunden, die sie an europäische Museen unter anderem in Berlin und Wien, an Sammler und Händler verkauften. In Preislisten wurden die Objekte beschrieben. Da diese gemeinsame Unternehmung sich nicht rechnete, stellten sie im Spätsommer 1830 ihren Geschäftsbetrieb ein.
Während Deppe Mexiko wieder verließ, entschloss sich Schiede zu bleiben und praktizierte als Arzt in Mexiko, wo er 1836 an Typhus verstarb.
Unter anderem beschrieb Diederich Franz Leonhard von Schlechtendal Pflanzen aus den Sammlungen von Schiede und Deppe aus Mexiko zwischen 1824 und 1829.

## Katalogisierung
- Schiedeella transversalis, A. Rich. & Galeotti, Schltriem. - Beihefte zum Botanischen Centralblatt 37(2): 381. -- Beihefte zum Botanischen Centralblatt 37 (2): 381. 1920. LT designated by Garay, Bot. LT von Garay, Bot. Mus. Leafl. 8: 357 (25 Jun 1982). 8: 357 (25 Jun 1982).
- Schiedeella saltensis, Griseb., Schltriem, LT: Schiedeella saltensis (Griseb.) Schltr. - Beihefte zum Botanischen Centralblatt 37(2): 381. -- Beihefte zum Botanischen Centralblatt 37 (2): 381. 1920. LT designated by Balogh, Amer. LT von Balogh, Amer. J. Bot. J. Bot. 69(7): 1131 (1982). 69 (7): 1131 (1982).

## Dedikationsnamen
Zu seinen Ehren sind die botanischen Gattungen Schiedea Cham. & Schltdl. aus der Familie der Nelkengewächse (Caryophyllaceae), Schiedeophytum H.Wolff aus der Familie der Doldenblütler (Apiaceae) und Schiedeella Schltr. aus der Familie der Orchideen (Orchidaceae) benannt worden.

## Werke
- Über Bastarde im Pflanzenreich. In: Flora oder Botanische Zeitung; 1824, Nr. 7, S. 97–112.
- De plantis hybridis sponte natis. Göttingen: Cassellis Cattorum, Dissertation 1825.